# Duško Savanović
Duško Savanović (en alphabet cyrillique serbe : Душко Савановић; en alphabet latin serbe : Duško Savanović), né le 5 septembre 1983 à Zagreb (Yougoslavie, actuelle Croatie), est un joueur serbe de basket-ball, évoluant au poste d'ailier fort.

## Carrière
En juillet 2014, Savanović rejoint le Bayern Munich.
En décembre 2014, Savanović est nommé meilleur joueur de la 9e journée de la saison régulière de l'Euroligue avec une évaluation de 37. Dans la victoire du Bayern face au Turów Zgorzelec, il marque 31 dont 14 dans les quatrième quart-temps alors que le Bayern est mené. Savanović marque 7 paniers sur 10 à deux points et 4 sur 6 à trois points, il prend aussi 6 rebonds.

## Palmarès

### En club
- 2006 : Vainqueur de la Ligue adriatique avec le KK Železnik

### En sélection
- 2010 : 4e du Championnat du monde 2010 en Turquie avec la Serbie

### Distinctions personnelles
- 2005 : Élu meilleur nouveau joueur de NSL
- 2006 : Élu meilleur nouveau joueur de Ligue adriatique
- 2009 : Élu meilleur joueur de la 30e journée de Liga ACB 2008-2009
- 2011 : Meilleur joueur (MVP) de la cinquième journée des quarts de finale de l'Euroligue 2010-2011
- Nommé dans le deuxième meilleur cinq majeur de l'Euroligue en 2011[1]